# Сходознавство
Сходозна́вство, східнознавство [джерело?], орієнталістика — галузь суспільних наук, що комплексно вивчає історію, економіку, мови, літературу, етнографію, мистецтво, релігію, філософію, пам'ятки матеріальної і духовної культури Сходу. Під Сходом розуміють країни Азії та Північної Африки. Усередині східнознавства виділяють окремі науки, окреслені, зазвичай, за регіональним принципом: єгиптологія, ассирологія, семітологія, арабістика, іраністика, тюркологія, синологія, монголознавство, індологія, японознавство тощо.
Із розвитком науки виникають нові регіональні галузі (шумерологія, урартологія, кумраністика, кореїстика, малаїстика тощо); в той же час для сучасного східнознавства характерна спеціалізація основних його сфер — історії, економіки, літературознавства та мовознавства, а також тенденція до диференціації і до вичленення окремих галузей, що вивчають мистецтво, філософію, релігію країн Сходу. Повністю виділилася зі східнознавства в самостійну наукову дисципліну африканістика. Проте східнознавство й надалі продовжує розвиватися як комплексна наука.

## Причини появи
Вивчення країн зі значно відмінними від звичних культурою, історією, релігією потребує спеціальної підготовки. Для того щоб займатися певною галуззю, спеціаліст повинен розуміти контекст, тобто знати мову, культуру, історію країни, яку вивчає. Для того щоб отримати необхідний багаж знань щодо східних країн, європейцю слід вивчити значно більше, ніж, наприклад, про інші європейські країни, просто тому, що багато чого про європейські країни він вже знає. Навпаки, вивчення багатьох неєвропейських реалій вимагає значно більше зусиль і часу, ніж незнайомих європейських, через їхню більшу відмінність. Скажімо, вивчити азійську мову європейцю зазвичай помітно важче, ніж нерідну європейську. Усе це і призвело до появи східнознавства як такого.

## В Україні
Біля витоків українського сходнознавства стояли такі видатні постаті, як Михайло Драгоманов, Леся Українка, Іван Франко. Визначними вченими, що займались східнознавчою проблематикою (орієнталістами) в Україні, були Крачковський Ігнатій Юліанович, Кримський Агатангел Юхимович, Баранников Олексій Петрович, Ріттер Павло Григорович, Ковалівський Андрій Петрович, Пріцак Омелян Йосипович, Дашкевич Ярослав Романович, візантологи Міщенко Федір Іванович, Кулаковський Юліан Андрійович та інші. В Україні народилися всесвітньо відомий шумеролог Семюел Крамер, всесвітньо відомий візантолог Шевченко Ігор Іванович, працював російський єгиптолог Олександр Коцейовський (Одеса).
У XIX — на початку ХХ століття східнознавчі дослідження було зосереджено в університетах — Харківському, Київському, Новоросійському, Львівському. У 1919–1930 рр. у складі ВУАН діяли гебраїстична, візантологічна, тюркологічна комісії. У 1927–1931 видавався журнал «Східний світ». У 1926 було створено Всеукраїнську наукову асоціацію сходознавства (ВУНАС). Більшість українських сходознавців у 1930-х рр. були репресовані.
Одним із провідних осередків орієнталістики в сучасній Україні є Інститут сходознавства імені Агатангела Кримського, заснований 1991 року Омеляном Пріцаком (очолював установу до 1998). Інститут видає науковий журнал «Східний світ» і збірник наукових праць «Сходознавство», щорічно проводить «Східнознавчі читання А. Ю. Кримського», «Цирендоржиєвські читання» та інші наукові конференції і семінари.